# Pniewy
Pniewy (udtale: [ˈpɲɛvɨ])  er en by i den  vestlige del af  voivodskabet Storpolen i  den vestlige centrale del af Polen. Byen   har 8.161(2021) indbyggere og et areal på 9,21 km², og er en del af  powiatet Szamotuły.

## Historie
Pniewy blev grundlagt i det 12. århundrede som en del af det Piast-regerede Kongeriget Polen, selvom der også fandtes en borg på stedet tidligere.
Den ældste kendte omtale af Pniewy er fra 1256, og stadsrettigheder blev sandsynligvis givet i slutningen af det 13. århundrede. Navnet Pniewy navn kommer sandsynligvis fra det polske ord pień, som betyder " træstamme", som også er afbildet i byens våbenskjold. Pniewy var en privat by ejet af forskellige polske adelsfamilier, hvoraf den første var Nałęcz-familien. af Nałęcz-våbenskjold. Administrativt var det placeret i Poznań voivodskab i  provinsen Storpolen i Kongeriget Polen. Byen led under krigene i det 17. og 18. århundrede, men den blev genoplivet takket være familien Szołdryscy, og lokale laver fik flere privilegier.
I 1793 blev det annekteret af Kongeriget Preussen i Polens anden deling. Efter den vellykkede Storpolske opstand i 1806 blev den genvundet af polakkere og inkluderet i det kortvarige Hertugdømmet Warszawa. Efter dets opløsning, i 1815, blev det genannekteret af Preussen, og fra 1871 til 1918 var det også en del af Tyskland. Befolkningen deltog i polske opstande i 1830–1831 og 1848. Byen blev udsat for germanisering og andre anti-polske politikker, men det forblev et centrum for polsk modstand, og polakkerne etablerede forskellige organisationer.